# Đức Hạnh, Bù Gia Mập
Đức Hạnh là một xã thuộc huyện Bù Gia Mập, tỉnh Bình Phước, Việt Nam.
Xã Đức Hạnh có diện tích 44,20 km², dân số năm 2007 là 5.381 người, mật độ dân số đạt 122 người/km².